# Gereg Iván
Gereg Iván, ukránul: Іван Дмитрович Герег, Iván Dmitrovics Gereg, oroszul: Иван Дмитриевич Герег, Iván Dmitrijevics Gereg) (Ósándorfalva, 1944. május 24. – 2018. december 5.) magyarországi ruszin származású szovjet és ukrán jobb oldali labdarúgóhátvéd. Amikor bekerült az első profi-csapatába, az ungvári Verhovinába mindössze 17 éves volt, de 15 éves pályafutása alatt elérte, hogy Kárpátalja szimbolikus labdarúgó válogatott-csapatának örökös tagja lett. Emellett a szovjet labdarúgó-bajnokság kétszeres bajnoka lehetett a saját csoportjában (1968, 1970). Szovjet sportmester (1968) és kupagyőztes (1969). 1970-ben pedig részt vett a Kupagyőztesek Európa-kupája első-körös mérkőzésein és attól kezdve őt háromszor is felvették a ’’33 legjobb ukrán labdarúgó listájára’’ (1970–1972). Az aktív labdarúgás befejezése után Lembergben testnevelési és közgazdasági felsőfokú végzettséget szerzett, Szófiában elvégzett egy üzleti főiskolát, és tíz éven keresztül a szovjet felső ligás lvivi Karpati klub keretében működő labdarúgóiskolában a fiatal tehetségek felkészítését irányította (1977–1987). Azt követően gyémántmegmunkálással és -kereskedéssel foglalkozó üzletember lett.

## Sikerei, díjai
Szovjetunió
- Szovjet labdarúgó-bajnokság (B osztály). 1. ukrán zóna
  - 9. hely a 3. alcsoportban: 1967
- Szovjet labdarúgó-bajnokság (A osztály). Második csoport
  - bajnok az 1. alcsoportban: 1968
  - 6. hely a 3. alcsoportban
- Szovjet labdarúgó-bajnokság (A osztály). Első csoport
  - bajnok: 1970
- Szovjet labdarúgó-bajnokság (első osztály)
  - 4. hely: 1976
  - 6. hely: 1975
- Szovjet kupa
  - kupagyőztes: 1969
  - elődöntős: 1972
  - negyeddöntős: 1976
  - nyolcaddöntős (2): 1971, 1975
- ’’Szovjet sportmesteri cím’’: 1968

## Ajánlott irodalom
- Fedák László. Kárpátalja a sporteredmények tükrében (43., 53., 115. és 137. oldal). Ungvár: Karpati (1994) (ukránul)
- Philipcsuk Pavlo. Lemberg labdarúgó-személyiségei (32. oldal). Lemberg: Galíciai kiadóegyesület (2008) (ukránul)
- Mihalina László. Otthon minden kő megsegít... (105. oldal). Vác: Kucsák Könyvkötészet és Nyomda (2011)

## Fordítás
- Ez a szócikk részben vagy egészben  a(z)   Герег Іван Дмитрович című ukrán Wikipédia-szócikk ezen változatának fordításán alapul.  Az eredeti cikk szerkesztőit annak laptörténete sorolja fel. Ez a jelzés csupán a megfogalmazás eredetét és a szerzői jogokat jelzi, nem szolgál a cikkben szereplő információk forrásmegjelöléseként.